# Platygerrhus affinis
Platygerrhus affinis – gatunek błonkówki z rodziny siercinkowatych.

## Zasięg występowania
Europa, gatunek dość szeroko rozpowszechniony. Notowany w Austrii, Chorwacji, Czechach, we Francji, Niemczech, Polsce, Rumunii, Szwajcarii, Szwecji, na Węgrzech oraz w Wielkiej Brytanii.

## Budowa ciała
Osiąga ok. 4-4,5 mm długości. Ciało smukłe, przedplecze w przedniej części silnie zwężone, poprzeczny szew tułowiowy wyraźny. Odwłok najszerszy w środkowej części; pokładełko niewidoczne. Użyłkowanie skrzydeł słabe, żyłka marginalna dobrze widoczna.
Ubarwienie ciała ciemnie, połyskujące z zielonkawym bądź miedziano-zielonkawym odcieniem, nogi jaśniejsze. Oczy czerwonobrązowe. Skrzydła szkliste.

## Biologia i ekologia
Zasiedla rozmaite środowiska, w tym lasy i parki. Występuje pospolicie. Imago spotykane zwykle w maju i czerwcu.
Larwy są parazytoidami larw saproksylicznych chrząszczy z rodzin kołatkowatych, kózkowatych i kornikowatych (oraz, być może, jeszcze innych rodzin) - żywicielami są np. kołatek domowy czy obwężyn lipowiec. Postacie dorosłe żywią się nektarem i spadzią.